# Ray Iggleden
Horatio "Ray" Iggleden, född 17 mars 1925 i Kingston upon Hull, England, död där 17 december 2003, var en engelsk professionell fotbollsspelare.
Iggleden startade sin fotbollskarriär som amatör och senare professionell i Leicester City där han debuterade i oktober 1941 enbart 16 år och 201 dagar gammal. Han är främst ihågkommen som en framgångsrik vänsterinner i Leeds United under 1950-talet. Under sin karriär i Leeds spelade han totalt 181 matcher och gjorde 50 mål, varav 169 ligamatcher och 47 mål, mellan 1949 och 1955. Han var Leeds främste målskytt under säsongen 1951/1952. 
Han avslutade karriären i Exeter City 1956.